# 質量とエネルギーの等価性

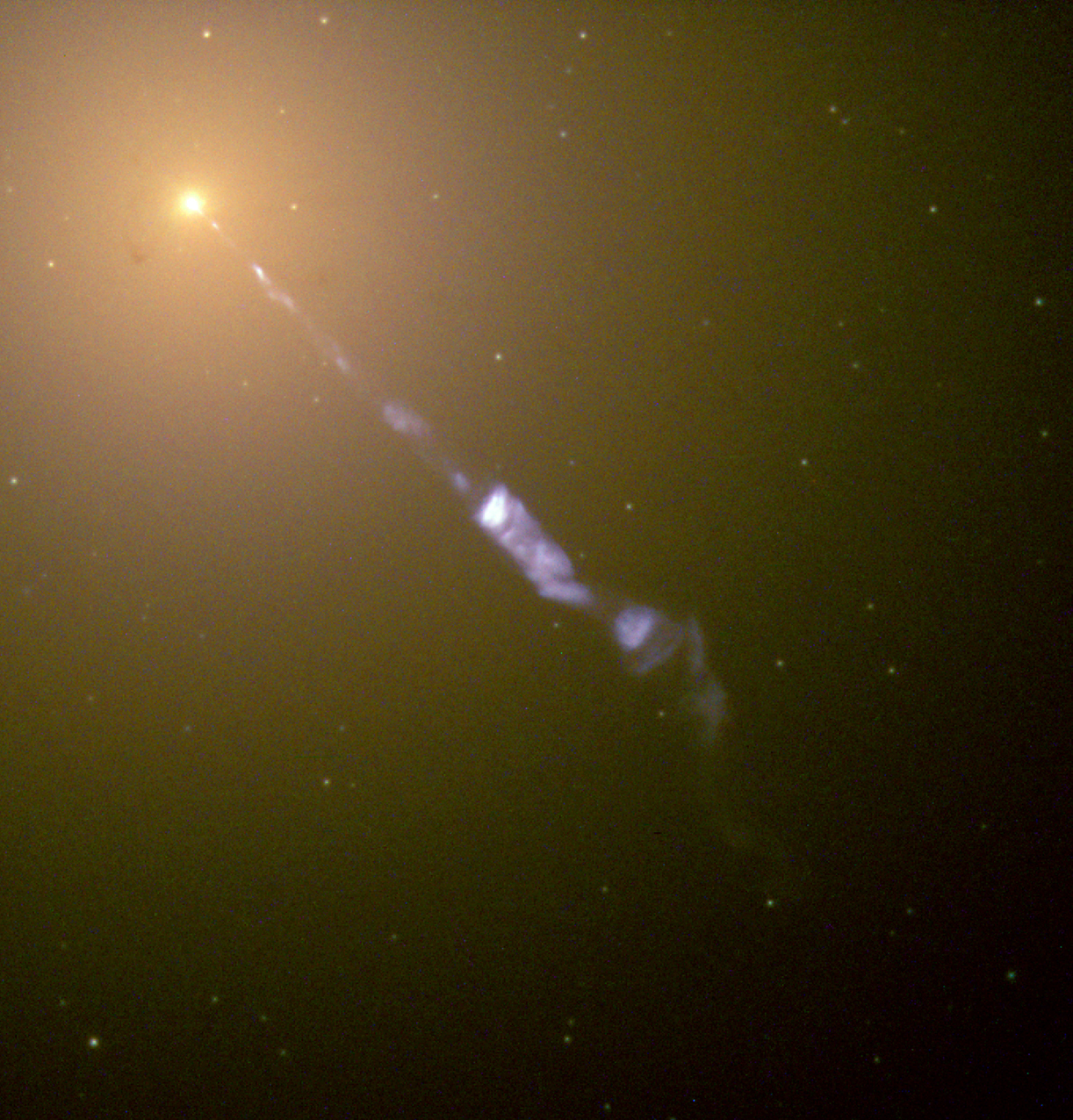
M87* ブラックホール近傍の質量が、5,000光年にわたる非常に高エネルギーな天体物理学的ジェットに変換される。

物理学において、質量とエネルギーの等価性（しつりょうとエネルギーのとうかせい）は、静止座標系における質量とエネルギーの関係であり、2つの値の違いは定数と測定単位のみである。この原理は、物理学者アルベルト・アインシュタインの有名な公式によって記述されている。E = mc2
この式は、粒子の静止座標におけるエネルギーEを、質量（m）と光速の2乗（c2）の積として定義している。光速は日常的な単位では大きな数字（約 300 000 km/s または 186 000 mi/s）なので、この式は、系が静止しているときに測定される少量の「静止質光子のような質量のない粒子は不変質量をゼロとするが、質量のない自由粒子は運動量とエネルギーの両方を持つ。
エネルギーと質量は、光などの放射エネルギーや熱エネルギーとして周囲に放出されることがある。この原理は、原子核物理学や素粒子物理学など、多くの物理学の分野で基本となっている。
質量とエネルギーの等価性は、フランスの博学者アンリ・ポアンカレ（1854-1912）が記述したパラドックスとして、特殊相対性理論から発生したものである。アインシュタインは、質量とエネルギーの等価性を一般原理として、また空間と時間の対称性の帰結として初めて提唱した。この原理は、1905年11月21日に発表されたアインシュタインの奇跡の年の論文「物体の慣性はそのエネルギー含有量に依存するか」で初めて登場した。この式と運動量との関係は、エネルギー-運動量の関係として、後に他の物理学者によって発展した。

## 内容
特殊相対性理論は、「物理法則は、すべての慣性系で同一である」という特殊相対性原理と、「真空中の光の速度は、すべての慣性系で等しい」という光速度一定の原理を満たすことを出発点として構築され、結果として、空間3次元と時間1次元を合わせて4次元時空として捉える力学である。運動量ベクトルは、第0成分にエネルギー成分を持つ4元運動量 pμ（または p）として扱われ、運動方程式は
{\displaystyle {\frac {d}{d\tau }}p^{\mu }=F^{\mu }}
と拡張される。4元運動量の保存則から、エネルギーは一般的に β = v/c として次のように表される。
{\displaystyle E^{2}=m_{0}^{2}c^{4}+{\boldsymbol {p}}^{2}c^{2}=\left({\frac {m_{0}}{\sqrt {1-\beta ^{2}}}}\right)^{2}c^{4}}
ただし m0 は静止質量である。物体が運動していない場合、つまり p = 0 の場合のエネルギーを表す式は、
{\displaystyle E=m_{0}c^{2}}
である。
物体が運動している場合、相対論効果を以下のように慣性質量の増加として解釈しうる。
{\displaystyle m_{1}={\frac {m}{\sqrt {1-\beta ^{2}}}}}
したがって、物体が運動している場合にも
{\displaystyle E=mc^{2}}
が成り立つこれらの式は、全エネルギーに対する全質量が等価であることを意味するが、エネルギーの増減が運動による慣性質量の増減になるとは限らない。反応の前後で全質量の和が Δm だけ減るならば、それに相当する Δmc2 のエネルギーが運動、熱、あるいは位置エネルギーに転化されることになる。
なお、これは原子核反応に限ったものであるという誤解があるが、実際には原子核反応の観測により実証されたというのが正しい。質量とエネルギーが等価であることは、原子核反応に限った話ではなく、全ての場合において成り立つ。例えば、電磁相互作用の位置エネルギーに由来する化学反応では、反応の前後の質量差は無視できるほど小さい（全質量の 10−7 % 以下）が、強い相互作用の位置エネルギーに由来する原子核反応ではその効果が顕著に現れる（全質量の 0.1 - 1 % 程度）というだけの話である。水力発電のような重力の位置エネルギーに由来する場合であっても、質量とエネルギーの等価は成り立つ。
この関係式で、質量 1 kg をエネルギーに変換すると、光速度 c = 299792458 m/s であるから、次のようになる。
- 8.9875517873681764×1016 J と等価
- 2.4965421632×1010 kWh と等価
- 21.48076431 Mt のTNTの熱量と等価

広島に投下された原子爆弾で核分裂を起こしたのは、爆弾に詰められていたウラン235（約50 kg）だが、実際に消えた質量は 0.7 g 程度だったと推測されている。一方、反物質が通常の物質と対消滅反応すればその質量が100%エネルギー変換されるため、核反応とは比較にならない莫大なエネルギーが発生する。逆に対生成で物質や反物質を得るにはそれだけの莫大なエネルギーを要する事になる。
特殊相対性理論の中でも本項の式が特に有名であるため、十分に理解されないまま使われることも多い。例えば前述の通り、反応の前後で全静止質量の和が Δm だけ減るならば、それに相当する Δmc2 のエネルギーが運動、熱、あるいは位置エネルギーに転化されるということ、あるいはその逆を表すのがこの関係式であるが、それ以外のいかなる場合も E = mc2 であるとして特殊相対性理論を誤って解釈したり、その誤った解釈を元に特殊相対性理論は間違っていると主張されたりすることも少なくない。
質量とエネルギーの等価性は「宇宙に始まりがあるのなら、どうやって無から有が生じたのか？」という、ある意味哲学的な問題にも、ひとつの解答を与える事となった。宇宙の全ての重力の位置エネルギーを合計するとマイナスになるため、宇宙に存在する物質の質量とあわせれば、宇宙の全エネルギーはゼロになるというのが、解答である。この E = mc2 と言う関係式は、アインシュタインによる公式の中で最も有名なものではあるけど、経験則に基づく仮説として、長年の間厳密な証明はされないままであった。しかし、原子核の核子を構成するクォークと核子同士を結び付けるグルーオンは、それぞれ質量が全体の5%および0であるにもかかわらず、これらクォークとグルーオンの動きや相互作用によって発生するエネルギーが原子核の質量の源となるという論文が、2008年11月21日発売のアメリカの学術誌『サイエンス』に掲載された。このことにより、これまでは仮説だったこの関係式が、ようやく実証されたことになる。